# Yirol
Yirol là một thành phố ở Nam Sudan. Về mặt hành chính, nó thuộc bang Lakes ở miền trung đất nước.

## Địa lý
Nó nằm cách Juba, thủ đô và thành phố lớn nhất của Nam Sudan, khoảng 313 km (194 mi) về phía tây bắc. Thành phố có khí hậu xavan.

## Kinh tế
Nền kinh tế ở Yirol chủ yếu dựa vào chăn nuôi gia súc, đánh bắt cá và nông nghiệp tự cung tự cấp. Chăn nuôi gia súc đòi hỏi sự di chuyển thường xuyên của động vật để tìm kiếm đồng cỏ xanh tươi, phù hợp với các kiểu mưa trong khu vực. Người dân đánh bắt cá trên hồ Yirol, hồ Nyiboor, hồ Anyii và sông Payii gần đó.

## Tôn giáo

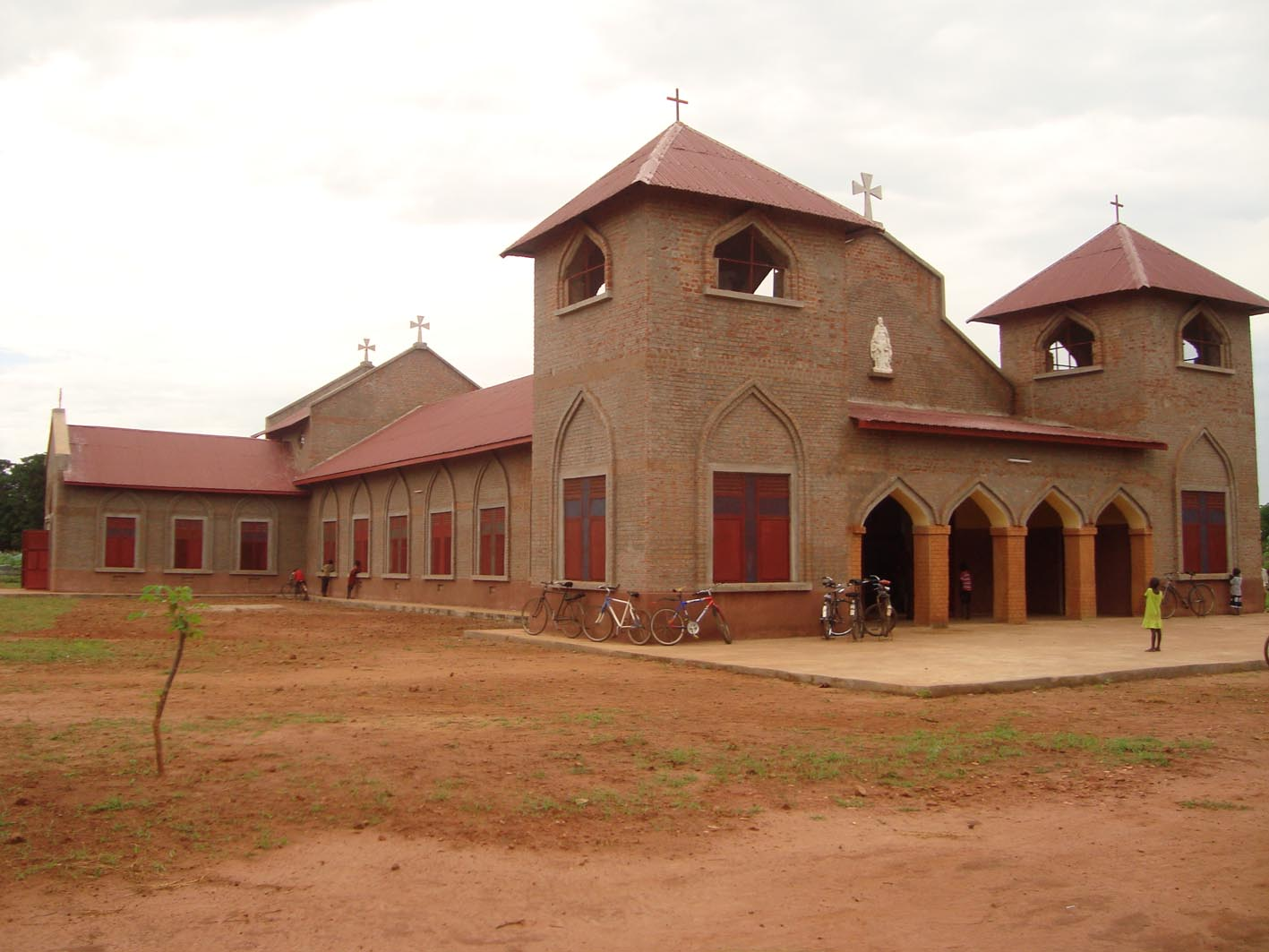
Nhà thờ Yirol

Yirol có một nhà thờ, đồng thời là trụ sở của một giáo phận Anh giáo.

## Giao thông
Có ba tuyến đường chính đi khỏi Yirol:
- Tuyến đường phía tây dẫn đến Rumbek, thủ phủ bang Lakes
- Tuyến đường phía bắc dẫn đến Bentiu, thủ phủ bang Unity
- Tuyến đường phía đông dẫn đến thủ đô Juba

Thành phố cũng có một sân bay nhỏ mang tên Yirol.